# Pablo Marin
Pablo Marin – belizeński polityk, członek Zjednoczonej Partii Demokratycznej, poseł z okręgu Corozal Bay i minister zdrowia.

## Życiorys
Związał się ze Zjednoczoną Partią Demokratyczną i z jej ramienia kandydował do parlamentu.
7 marca 2012 został członkiem Izby Reprezentantów z okręgu Corozal Bay, w którym pokonał przedstawiciela PUP: Gregorio Garcię, zdobywając 2340 głosów (stosunek głosów: 50,3% do 47,12%).
Pięć dni później premier Dean Barrow powołał go do swojego drugiego rządu na stanowisko ministra zdrowia.